# Dutty Love
«Dutty love» (pronunciado como Doty Love, «Amor Sucio» en español) es una canción de tipo tropical y pop escrita por Don Omar y Natti Natasha. Fue liberado el 10 de febrero de 2011 como el primer sencillo promocional del disco MTO²: New Generation de Don Omar.

## Recepción
El sencillo logró tres en las categorías de  Canción de ritmo latino del año, Canción Airplay del Año, Canción del Año, Evento Vocal en Premios Billboard de la Música Latina en 2013.

## Composición
«Dutty love» es una canción mid-tempo y reguetón con una mezcla de pop y con influencias de música tropical corriendo a 90 pulsaciones por minuto. Tiene similitud con la canción de Don Omar, «Taboo».
Debido a tal éxito logrado, la dominicana Natti Natasha confirmó a sus fanáticos vía Facebook la colaboración de Don Omar en el video del éxito Dutty love y la nueva versión lanzada vía Itunes,debido a que la versión original salió a la red, siendo distribuida entre la red por los mismos autores.

## Posicionamiento en listas
| Listas (2011)                                    | Posición máxima |
| ------------------------------------------------ | --------------- |
| Billboard Latin Tropical Airplay[cita requerida] | 1               |
| Billboard Latin Pop Airplay[cita requerida]      | 1               |
| Colombia (National-Report)                       | 1               |